# Gunnar Pálsson
Gunnar Pálsson, född den 2 augusti 1714, död den 2 oktober 1791, var en isländsk författare.
Gunnar var lektor vid Hólars lärda skola och därefter präst i Hjarðarholt. Han sysslade med tolkningar av fornnordisk litteratur, latinsk diktning med mera.